# Игенче (Аургазинский район)
Игенче (баш. Игенсе) — деревня в Турумбетском сельсовете Аургазинского района Республики Башкортостан.
С 2005 современный статус.

## История
Название происходит от названия колхоза «Игенсе» (игенсе ‘хлебороб’).
Статус деревня, сельского населённого пункта, посёлок получил согласно Закону Республики Башкортостан от 20 июля 2005 года N 211-з «О внесении изменений в административно-территориальное устройство Республики Башкортостан в связи с образованием, объединением, упразднением и изменением статуса населенных пунктов, переносом административных центров», ст.1:

6. Изменить статус следующих населенных пунктов, установив тип поселения — деревня:

5) в Аургазинском районе:…

х) поселка Игенче Турумбетовского сельсовета

## Географическое положение
Расстояние до:
- районного центра (Толбазы): 18 км,
- центра сельсовета (Турумбет): 7 км,
- ближайшей ж/д станции (Давлеканово): 47 км.

## Население
| 2002 | 2009 | 2010 |
| ---- | ---- | ---- |
| 16   | ↘10  | ↘6   |

Национальный состав
Согласно переписи 2002 года, преобладающая национальность — башкиры (94 %).